# Ibitinga
Ibitinga – miasto i gmina w Brazylii, w stanie São Paulo. Znajduje się w mezoregionie Araraquara i mikroregionie Araraquara.
Urodziła się tutaj Léia Silva, brazylijska siatkarka.